# Уростома
Уростома или вештачки отвор у трбуху једна је од хируршких процедура за преусмеравање протока мокраће како би мокраћа могла слободно отицати из уринарног система ван тела. Мокраћа се по изласку из овог отвора сакупља и чува у малој врећици, која се зове уростомска кеса, која је причвршћена за кожу око стоме и носи се изван тела. Уростомску кесу пацијент може испразнити када се напуни или када њему то одговара.
Уростома се ради за преусмеравање урина у случајевима када дренажа мокраће кроз бешику и уретру није могућа, нпр. после обимне операције или у случају опструкције.

## Индикације
Уростома се може извести из неколико разлога. Најчешћи разлози су рак у или близу бешике или уретре, или оштећење бешике или уретре услед рака или због лечења рака. Уростома је једна од најчешћих опција лечења рака мокраћне бешике. Друге индикације повезани са уростомиом могу укључивати:
- Карцином простате
- Рак грлића материце
- Рак материце
- Колоректални канцер

Уростома се такође може урадити након повреда бешике или јатрогених оштећења узрокованих операцијом или код особа са урођеним дефектима уринарног система.

## Врсте уростоме
Неколико врста процедура уростоме је доступно пацијентима и њиховим лекарима које треба узети у обзир приликом доношења одлука о лечењу. Две главне категорије користе различите методе за избацивање мокраће из тела уместо кроз бешику. Они су познати као инконтинентна диверзија и континентална диверзија.

### Инконтинентна диверзија
Инконтинентна диверзија, позната и као стандардна или конвенционална уростома, заснива се на формирању мале цеви од дела танког црева који се зове илеум. Ова цев повезан је са уретерима (танке цевасте структуре које повезују бубреге са бешиком), како би створила пролазну цев (која се зове илеални канал), који се извлачи кроз отвор (стому) у трбушном зиду. Мокраћа се сакупља у врећицу која се причвршћује на спољашњу страну тела преко стоме. Пацијент мора увек да носи кесицу за прикупљање мокраће након операције.

### Континентна уростома
Ова метода се разликује од инконтинентног скретања по томе што спољне кесе за сакупљање мокраће нису неопходне. Континентна уростомија  је вештачка мокраћна бешика која се формира од сегмента танког црева у облику врећице, која се може повремено празнити катетером. Овом методом избегава се потреба за стома врећицом на уростоми.
Процедура континентног скретања може се ослањати на један од следећих неколико различитих типова унутрашњих система врећица. 
Индијана врећица  формира се од дела дебелог црева, а излаз је направљен од танког црева. Природни илеоцекални вентил се користи као контролни вентил. Пацијенти катетеризирају малу стому на абдомену неколико пута дневно како би испразнимли мокраћу из ове врећице.
Кок кесица формира се од танког црева које се користи за кесицу, вентиле и излаз.
Илеална необична бешика прави се од танког црева. Стома на стомаку није неопходна код ове врсте, јер урин пролази кроз уретру.
Митрофанова метода заснивасе на примени дебелог или танког црева или бешике. Излаз је изграђен од једног од уретера, јајовода или слепог црева.

## Компликације
Уростома је уобичајена и сигурна медицинска процедура, али као и свака операција носи ризик од компликација. Ризици повезани са уростомом могу укључивати:
- Инфекција
- Крвни угрушци или крварење из ране
- Промене нормалних функција црева
- Блокада танког црева због ожиљног ткива
- Повреда или оштећење других органа у телу
- Компликације од анестезије

Пацијенти са уростомом могу бити склонији инфекцијама уринарног тракта (УТИ) ако бактерије уђу у тело или кроз уростому. Да би се ово спречило, пацијенти треба да перу руке пре и после руковања врећицом.
Одржавање одговарајуће пХ равнотеже у телу такође може спречити стварање бактерија. Пацијентима након уростоме се саветује да одржавају киселост (пХ  вредност) мокраће испод 7. Ово се може постићи пијењем сока од бруснице и избегавањем сокова од цитруса. Неки пацијенти такође могу имати користи од суплемената витамина Ц.